# .NET Compact Framework
Microsoft. NET Compact Framework (.NET CF) es una versión del .NET Framework que está diseñado para funcionar en Windows CE basado en móviles/dispositivos embebidos tales como PDAs, teléfonos móviles, los controladores de fábrica, set-top boxes, etc. .NET Compact Framework comparte algunas de las bibliotecas de clases que utiliza la plataforma de desarrollo completa .NET Framework, también algunas de sus bibliotecas están diseñadas específicamente para dispositivos móviles, como Windows CE InputPanel. Sin embargo, las bibliotecas no son copias exactas de .NET Framework. Los de .NET Compact Framework escalan hacia abajo para ocupar menos espacio.
Es posible desarrollar aplicaciones que utilizan .NET Compact Framework en Visual Studio.NET 2003, en Visual Studio 2005, en Visual Studio 2008, en C# o Visual Basic.NET y en Lexico. Aplicaciones desarrolladas con Basic4ppc también se compilan finalmente para el .NET CF. Las aplicaciones resultantes están diseñadas para ejecutarse en un compilador JIT especial, para dispositivos móviles, de alto rendimiento.
.NET Compact Framework se puede ejecutar en equipos de escritorio con el pleno. NET Framework, pero su interfaz de usuario no se puede actualizar para parecerse a la de una aplicación desarrollada para PC de escritorio.
Microsoft. NET Compact Framework 3.5 Redistributable contiene la Common Language Runtime y las bibliotecas de clases creadas para. NET Compact Framework. Además de la versión 3.5 de apoyo, también admite las aplicaciones creadas para la versión 1.0 y 2.0. De. NET Compact Framework 3.5. Ofrece nuevas características como Windows Communication Foundation, LINQ, SoundPlayer, nuevas herramientas de soporte en tiempo de ejecución, y muchas otras características.
Una versión del .NET Compact Framework también está disponible para la Xbox 360. Si bien las características en tiempo de ejecución no son iguales a la normal. NET CF, solo un subconjunto de la biblioteca de clases está disponible. Esta versión es utilizada por el XNA Framework para ejecutar los juegos gestionados en la consola. Hay otras limitaciones, como el número de hilos que se limita a 256. A diferencia de otras versiones de. NET CF, la versión de Xbox 360 permite establecer la afinidad del procesador a los hilos creados. Los hilos están programados entre cuatro procesos simultáneos en ejecución en el procesador de varios núcleos del sistema.

## Historial de versiones
| Nombre de la versión | Número de versión | Fecha de publicación    |
| -------------------- | ----------------- | ----------------------- |
| 1.0 RTM              | 1.0.2268.0        | A finales de 2002       |
| 1.0 SP1              | 1.0.3111.0        | Desconocido             |
| 1.0 SP2              | 1.0.3316.0        | Desconocido             |
| 1.0 SP3              | 1.0.4292.0        | Enero de 2005           |
| 2.0 RTM              | 2.0.5238.0        | Octubre de 2005         |
| 2.0 SP1              | 2.0.6129.0        | Junio de 2006           |
| 2.0 SP2              | 2.0.7045.0        | Marzo de 2007           |
| 3.5 Beta 1           | 3.5.7066.0        | Mayo de 2007            |
| 3.5 Beta 2           | 3.5.7121.0        | Desconocido             |
| 3.5 RTM              | 3.5.7283.0        | 19 de noviembre de 2007 |
| 3.5                  | 3.5.7283.0        | 25 de enero de 2008     |
| 3.7                  | 3.7.8345.0        | Desconocido             |

Las versiones de .NET Compact Framework instaladas en un dispositivo Windows Mobile pueden determinarse lanzando \Windows\cgacutil.exe y comparando la lista de números de versión con la tabla anterior. Más de una versión puede instalarse en un dispositivo simultáneamente.